# Thelypodium rollinsii
Thelypodium rollinsii är en korsblommig växtart som beskrevs av Al-shehbaz. Thelypodium rollinsii ingår i släktet Thelypodium och familjen korsblommiga växter. Inga underarter finns listade i Catalogue of Life.